# Томо (станция)
Станция Томо (яп. 伴駅 Томо эки) — железнодорожная станция на линии Астрам-лайн расположенная в районе Асаминами, Хиросима. Островная, эстакадная крытая станция. Станция была открыта 20 августа 1994 года. На станции установлены платформенные раздвижные двери.

## История
Открыта 20 августа 1994 года.

## Близлежащие станции
| «         |  | Линия             |  | »     |
| --------- |  | ----------------- |  | ----- |
| Тёракудзу |  | Линия Астрам-лайн |  | Обара |